# Превъзходство
„Превъзходство“ (на английски: Transcendence) е американски научнофантастичен трилър от 2014 г. на режисьора Уоли Пфистер (в режисьорския му дебют), по сценарий на Джак Паглън. Във филма участват Джони Деп, Морган Фрийман, Ребека Хол, Кейт Мара, Килиън Мърфи, Коул Хаузър и Пол Бетани.